# Stéphane Henchoz
Stéphane Henchoz (Billens, 7 settembre 1974) è un ex calciatore e allenatore di calcio svizzero, di ruolo difensore.

## Carriera

### Club
Nella sua lunga carriera ha giocato con Neuchâtel Xamax, Amburgo, Blackburn Rovers, Liverpool (squadra di cui è stato una bandiera e con cui ha vinto, tra l'altro, la Coppa UEFA nel 2000-2001), Celtic, Wigan, prima di tornare al Blackburn.
Il 12 ottobre 2008 ha annunciato il ritiro dal calcio giocato.

### Nazionale
Con la maglia della sua nazionale ha partecipato al campionato europeo del 1996 e al campionato europeo del 2004 e ha messo a referto ben 72 presenze senza reti all'attivo, prima di ritirarsi dalla squadra rossocrociata nel 2005.

## Statistiche

### Cronologia presenze e reti in nazionale
| Cronologia completa delle presenze e delle reti in nazionale ― Svizzera | Cronologia completa delle presenze e delle reti in nazionale ― Svizzera | Cronologia completa delle presenze e delle reti in nazionale ― Svizzera | Cronologia completa delle presenze e delle reti in nazionale ― Svizzera | Cronologia completa delle presenze e delle reti in nazionale ― Svizzera | Cronologia completa delle presenze e delle reti in nazionale ― Svizzera | Cronologia completa delle presenze e delle reti in nazionale ― Svizzera | Cronologia completa delle presenze e delle reti in nazionale ― Svizzera |
| Data                                                                    | Città                                                                   | In casa                                                                 | Risultato                                                               | Ospiti                                                                  | Competizione                                                            | Reti                                                                    | Note                                                                    |
| ----------------------------------------------------------------------- | ----------------------------------------------------------------------- | ----------------------------------------------------------------------- | ----------------------------------------------------------------------- | ----------------------------------------------------------------------- | ----------------------------------------------------------------------- | ----------------------------------------------------------------------- | ----------------------------------------------------------------------- |
| 23-1-1993                                                               | Hong Kong                                                               | Giappone                                                                | 1 – 1 dts (3 – 5 dtr)                                                   | Svizzera                                                                | Amichevole                                                              | -                                                                       | 87’                                                                     |
| 17-4-1993                                                               | Ta' Qali                                                                | Malta                                                                   | 0 – 2                                                                   | Svizzera                                                                | Qual. Mondiali 1994                                                     | -                                                                       |                                                                         |
| 6-9-1994                                                                | Sion                                                                    | Svizzera                                                                | 1 – 0                                                                   | Emirati Arabi Uniti                                                     | Amichevole                                                              | -                                                                       | 46’                                                                     |
| 12-10-1994                                                              | Berna                                                                   | Svizzera                                                                | 4 – 2                                                                   | Svezia                                                                  | Qual. Euro 1996                                                         | -                                                                       | 83’                                                                     |
| 16-11-1994                                                              | Losanna                                                                 | Svizzera                                                                | 1 – 0                                                                   | Islanda                                                                 | Qual. Euro 1996                                                         | -                                                                       |                                                                         |
| 8-3-1995                                                                | Amarousio                                                               | Grecia                                                                  | 1 – 1                                                                   | Svizzera                                                                | Amichevole                                                              | -                                                                       |                                                                         |
| 29-3-1995                                                               | Budapest                                                                | Ungheria                                                                | 2 – 2                                                                   | Svizzera                                                                | Qual. Euro 1996                                                         | -                                                                       | 88’                                                                     |
| 19-6-1995                                                               | Losanna                                                                 | Svizzera                                                                | 0 – 1                                                                   | Italia                                                                  | Centenario Fed. Svizzera                                                | -                                                                       | 64’                                                                     |
| 23-6-1995                                                               | Berna                                                                   | Svizzera                                                                | 1 – 2                                                                   | Germania                                                                | Centenario Fed. Svizzera                                                | -                                                                       | 46’                                                                     |
| 16-8-1995                                                               | Reykjavík                                                               | Islanda                                                                 | 0 – 2                                                                   | Svizzera                                                                | Qual. Euro 1996                                                         | -                                                                       |                                                                         |
| 6-9-1995                                                                | Göteborg                                                                | Svezia                                                                  | 0 – 0                                                                   | Svizzera                                                                | Qual. Euro 1996                                                         | -                                                                       |                                                                         |
| 11-10-1995                                                              | Zurigo                                                                  | Svizzera                                                                | 3 – 0                                                                   | Ungheria                                                                | Qual. Euro 1996                                                         | -                                                                       |                                                                         |
| 15-11-1995                                                              | Londra                                                                  | Inghilterra                                                             | 3 – 1                                                                   | Svizzera                                                                | Amichevole                                                              | -                                                                       |                                                                         |
| 13-3-1996                                                               | Lussemburgo                                                             | Lussemburgo                                                             | 1 – 1                                                                   | Svizzera                                                                | Amichevole                                                              | -                                                                       |                                                                         |
| 27-3-1996                                                               | Vienna                                                                  | Austria                                                                 | 1 – 0                                                                   | Svizzera                                                                | Amichevole                                                              | -                                                                       |                                                                         |
| 24-4-1996                                                               | Lugano                                                                  | Svizzera                                                                | 2 – 0                                                                   | Galles                                                                  | Amichevole                                                              | -                                                                       |                                                                         |
| 8-6-1996                                                                | Londra                                                                  | Inghilterra                                                             | 1 – 1                                                                   | Svizzera                                                                | Euro 1996 - 1º turno                                                    | -                                                                       |                                                                         |
| 13-6-1996                                                               | Birmingham                                                              | Svizzera                                                                | 0 – 2                                                                   | Paesi Bassi                                                             | Euro 1996 - 1º turno                                                    | -                                                                       |                                                                         |
| 18-6-1996                                                               | Birmingham                                                              | Svizzera                                                                | 0 – 1                                                                   | Scozia                                                                  | Euro 1996 - 1º turno                                                    | -                                                                       |                                                                         |
| 31-8-1996                                                               | Baku                                                                    | Azerbaigian                                                             | 1 – 0                                                                   | Svizzera                                                                | Qual. Mondiali 1998                                                     | -                                                                       | 69’                                                                     |
| 6-10-1996                                                               | Helsinki                                                                | Finlandia                                                               | 2 – 3                                                                   | Svizzera                                                                | Qual. Mondiali 1998                                                     | -                                                                       |                                                                         |
| 10-11-1996                                                              | Berna                                                                   | Svizzera                                                                | 0 – 1                                                                   | Norvegia                                                                | Qual. Mondiali 1998                                                     | -                                                                       |                                                                         |
| 6-8-1997                                                                | Bratislava                                                              | Slovacchia                                                              | 1 – 0                                                                   | Svizzera                                                                | Amichevole                                                              | -                                                                       | 65’ 70’                                                                 |
| 20-8-1997                                                               | Budapest                                                                | Ungheria                                                                | 1 – 1                                                                   | Svizzera                                                                | Qual. Mondiali 1998                                                     | -                                                                       |                                                                         |
| 6-9-1997                                                                | Losanna                                                                 | Svizzera                                                                | 1 – 2                                                                   | Finlandia                                                               | Qual. Mondiali 1998                                                     | -                                                                       |                                                                         |
| 10-9-1997                                                               | Oslo                                                                    | Norvegia                                                                | 5 – 0                                                                   | Svizzera                                                                | Qual. Mondiali 1998                                                     | -                                                                       |                                                                         |
| 11-10-1997                                                              | Zurigo                                                                  | Svizzera                                                                | 5 – 0                                                                   | Azerbaigian                                                             | Qual. Mondiali 1998                                                     | -                                                                       | cap.                                                                    |
| 25-3-1998                                                               | Berna                                                                   | Svizzera                                                                | 1 – 1                                                                   | Inghilterra                                                             | Amichevole                                                              | -                                                                       |                                                                         |
| 22-4-1998                                                               | Belfast                                                                 | Irlanda del Nord                                                        | 1 – 0                                                                   | Svizzera                                                                | Amichevole                                                              | -                                                                       |                                                                         |
| 6-6-1998                                                                | Basilea                                                                 | Svizzera                                                                | 1 – 1                                                                   | Jugoslavia                                                              | Amichevole                                                              | -                                                                       |                                                                         |
| 2-9-1998                                                                | Niš                                                                     | Jugoslavia                                                              | 1 – 1                                                                   | Svizzera                                                                | Amichevole                                                              | -                                                                       |                                                                         |
| 10-10-1998                                                              | Udine                                                                   | Italia                                                                  | 2 – 0                                                                   | Svizzera                                                                | Qual. Euro 2000                                                         | -                                                                       |                                                                         |
| 14-10-1998                                                              | Zurigo                                                                  | Svizzera                                                                | 1 – 1                                                                   | Danimarca                                                               | Qual. Euro 2000                                                         | -                                                                       |                                                                         |
| 18-11-1998                                                              | Budapest                                                                | Ungheria                                                                | 2 – 0                                                                   | Svizzera                                                                | Amichevole                                                              | -                                                                       |                                                                         |
| 6-2-1999                                                                | Mascate                                                                 | Slovenia                                                                | 0 – 2                                                                   | Svizzera                                                                | Amichevole                                                              | -                                                                       |                                                                         |
| 27-3-1999                                                               | Minsk                                                                   | Bielorussia                                                             | 0 – 1                                                                   | Svizzera                                                                | Qual. Euro 2000                                                         | -                                                                       | 82’                                                                     |
| 31-3-1999                                                               | Zurigo                                                                  | Svizzera                                                                | 2 – 0                                                                   | Galles                                                                  | Qual. Euro 2000                                                         | -                                                                       |                                                                         |
| 8-9-1999                                                                | Losanna                                                                 | Svizzera                                                                | 2 – 0                                                                   | Bielorussia                                                             | Qual. Euro 2000                                                         | -                                                                       |                                                                         |
| 9-10-1999                                                               | Wrexham                                                                 | Galles                                                                  | 0 – 2                                                                   | Svizzera                                                                | Qual. Euro 2000                                                         | -                                                                       |                                                                         |
| 23-2-2000                                                               | Mascate                                                                 | Emirati Arabi Uniti                                                     | 1 – 0                                                                   | Svizzera                                                                | Amichevole                                                              | -                                                                       | 43’                                                                     |
| 29-3-2000                                                               | Lugano                                                                  | Svizzera                                                                | 2 – 2                                                                   | Norvegia                                                                | Amichevole                                                              | -                                                                       |                                                                         |
| 16-8-2000                                                               | San Gallo                                                               | Svizzera                                                                | 2 – 2                                                                   | Grecia                                                                  | Amichevole                                                              | -                                                                       | 46’                                                                     |
| 2-9-2000                                                                | Zurigo                                                                  | Svizzera                                                                | 0 – 1                                                                   | Russia                                                                  | Qual. Mondiali 2002                                                     | -                                                                       | 90’                                                                     |
| 7-10-2000                                                               | Zurigo                                                                  | Svizzera                                                                | 5 – 1                                                                   | Fær Øer                                                                 | Qual. Mondiali 2002                                                     | -                                                                       | 47’                                                                     |
| 15-11-2000                                                              | Tunisia                                                                 | Tunisia                                                                 | 1 – 1                                                                   | Svizzera                                                                | Amichevole                                                              | -                                                                       | cap.                                                                    |
| 28-2-2001                                                               | Larnaca                                                                 | Polonia                                                                 | 4 – 0                                                                   | Svizzera                                                                | Amichevole                                                              | -                                                                       | cap. 67’                                                                |
| 24-3-2001                                                               | Belgrado                                                                | Jugoslavia                                                              | 1 – 1                                                                   | Svizzera                                                                | Qual. Mondiali 2002                                                     | -                                                                       | cap. 17’                                                                |
| 28-3-2001                                                               | Zurigo                                                                  | Svizzera                                                                | 5 – 0                                                                   | Lussemburgo                                                             | Qual. Mondiali 2002                                                     | -                                                                       | cap.                                                                    |
| 2-6-2001                                                                | Toftir                                                                  | Fær Øer                                                                 | 0 – 1                                                                   | Svizzera                                                                | Qual. Mondiali 2002                                                     | -                                                                       | cap.                                                                    |
| 6-6-2001                                                                | Basilea                                                                 | Svizzera                                                                | 0 – 1                                                                   | Slovenia                                                                | Qual. Mondiali 2002                                                     | -                                                                       | cap.                                                                    |
| 12-2-2002                                                               | Nicosia                                                                 | Cipro                                                                   | 1 – 1 dts (4 – 2 dtr)                                                   | Svizzera                                                                | Amichevole                                                              | -                                                                       |                                                                         |
| 27-3-2002                                                               | Stoccolma                                                               | Svezia                                                                  | 1 – 1                                                                   | Svizzera                                                                | Amichevole                                                              | -                                                                       | cap. 76’                                                                |
| 15-5-2002                                                               | San Gallo                                                               | Svizzera                                                                | 1 – 3                                                                   | Canada                                                                  | Amichevole                                                              | -                                                                       | cap. 81’                                                                |
| 21-8-2002                                                               | Basilea                                                                 | Svizzera                                                                | 3 – 2                                                                   | Austria                                                                 | Amichevole                                                              | -                                                                       | 46’                                                                     |
| 8-9-2002                                                                | Basilea                                                                 | Svizzera                                                                | 4 – 1                                                                   | Georgia                                                                 | Qual. Euro 2004                                                         | -                                                                       |                                                                         |
| 12-2-2003                                                               | Nova Gorica                                                             | Slovenia                                                                | 1 – 5                                                                   | Svizzera                                                                | Amichevole                                                              | -                                                                       | cap. 74’                                                                |
| 7-6-2003                                                                | Basilea                                                                 | Svizzera                                                                | 2 – 2                                                                   | Russia                                                                  | Qual. Euro 2004                                                         | -                                                                       | 81’                                                                     |
| 11-6-2003                                                               | Ginevra                                                                 | Svizzera                                                                | 3 – 2                                                                   | Albania                                                                 | Qual. Euro 2004                                                         | -                                                                       | 75’                                                                     |
| 20-8-2003                                                               | Ginevra                                                                 | Svizzera                                                                | 0 – 2                                                                   | Francia                                                                 | Amichevole                                                              | -                                                                       |                                                                         |
| 10-9-2003                                                               | Mosca                                                                   | Russia                                                                  | 4 – 1                                                                   | Svizzera                                                                | Qual. Euro 2004                                                         | -                                                                       | cap. 47’                                                                |
| 11-10-2003                                                              | Basilea                                                                 | Svizzera                                                                | 2 – 0                                                                   | Irlanda                                                                 | Qual. Euro 2004                                                         | -                                                                       | 90+1’                                                                   |
| 18-2-2004                                                               | Rabat                                                                   | Marocco                                                                 | 2 – 1                                                                   | Svizzera                                                                | Amichevole                                                              | -                                                                       | 86’                                                                     |
| 31-3-2004                                                               | Candia                                                                  | Grecia                                                                  | 1 – 0                                                                   | Svizzera                                                                | Amichevole                                                              | -                                                                       | 27’                                                                     |
| 28-4-2004                                                               | Ginevra                                                                 | Svizzera                                                                | 2 – 1                                                                   | Slovenia                                                                | Amichevole                                                              | -                                                                       |                                                                         |
| 2-6-2004                                                                | Basilea                                                                 | Svizzera                                                                | 0 – 2                                                                   | Germania                                                                | Amichevole                                                              | -                                                                       | 46’                                                                     |
| 6-6-2004                                                                | Basilea                                                                 | Svizzera                                                                | 1 – 0                                                                   | Liechtenstein                                                           | Amichevole                                                              | -                                                                       | 39’ 46’                                                                 |
| 13-6-2004                                                               | Leiria                                                                  | Svizzera                                                                | 0 – 0                                                                   | Croazia                                                                 | Euro 2004 - 1º turno                                                    | -                                                                       | 83’                                                                     |
| 21-6-2004                                                               | Coimbra                                                                 | Francia                                                                 | 3 – 1                                                                   | Svizzera                                                                | Euro 2004 - 1º turno                                                    | -                                                                       | 86’                                                                     |
| 18-8-2004                                                               | Basilea                                                                 | Svizzera                                                                | 0 – 0                                                                   | Irlanda del Nord                                                        | Amichevole                                                              | -                                                                       | 46’                                                                     |
| 9-10-2004                                                               | Tel Aviv                                                                | Israele                                                                 | 2 – 2                                                                   | Svizzera                                                                | Qual. Mondiali 2006                                                     | -                                                                       | 61’ 65’                                                                 |
| 9-2-2005                                                                | Dubai                                                                   | Emirati Arabi Uniti                                                     | 1 – 2                                                                   | Svizzera                                                                | Amichevole                                                              | -                                                                       | 32’ 46’                                                                 |
| 26-3-2005                                                               | Saint-Denis                                                             | Francia                                                                 | 0 – 0                                                                   | Svizzera                                                                | Qual. Mondiali 2006                                                     | -                                                                       | 90+2’                                                                   |
| Totale                                                                  |                                                                         | Presenze                                                                | 72                                                                      |                                                                         | Reti                                                                    | 0                                                                       |                                                                         |

## Palmarès

### Trofei nazionali
- Coppa d'Inghilterra: 1

Liverpool: 2000-01
- Coppa di Lega inglese: 2

Liverpool: 2000-01, 2002-03
- Charity/Community Shield: 1

Liverpool: 2001
- Coppe di Scozia: 1

Celtic: 2004-2005

### Trofei internazionali
- Coppa UEFA: 1

Liverpool: 2000-01
- Supercoppa UEFA: 1

Liverpool: 2001